# Транспорт Мценска
Мценск — крупный транспортный узел, где пересекаются две федеральные автомобильные трассы — М2 «Крым» и Р120, а также две железнодорожные линии, ведущие в Москву и Курск.

## Автомобильный транспорт
Через Мценск проходят следующие трассы:
- М2 — федеральная трасса «Крым»[1], пересекающая Мценск с севера (по улице Машиностроительной) на юг (по улице Автомагистральной).
- 54А-1 — региональная дорога на Ефремов, примыкающая к городу с востока (продолжение Новосильской улицы).

Междугородное и пригородное автобусное сообщение осуществляется через городской автовокзал.
| С-З | Калуга ~ 195 км. Болхов ~ 55 км. | Москва ~ 330 км. Тула ~ 144 км. | Рязань ~ 296 км.                                | С-В |
| З   | Гомель ~ 448 км.                 | Роза ветров                     | Тамбов ~ 392 км. Липецк ~230 км. Елец ~ 175 км. | В   |
| Ю-З | Курск ~ 205 км.                  | Орёл~ 60 км. Белгород ~ 354 км. | Воронеж ~ 313 км.                               | Ю-В |

## Железнодорожный транспорт
Мценск — важный железнодорожный узел, связывающий направления на Москву и Курск. Станция Мценск входит в число наиболее благоустроенных на Московской железной дороге.
Железнодорожный вокзал станции Мценск:
- Открыт в 1868 году в рамках линии Москва — Орёл.
- Здание, выполненное в стиле классицизма, было частично разрушено в годы Великой Отечественной войны и восстановлено в послевоенный период.
- Современный вокзал представляет собой двухэтажное сооружение с развитой инфраструктурой.

## Трубопроводный транспорт
Через Мценск проходит ответвление магистрального газопровода.

## Городской общественный транспорт
В Мценске функционирует автобусная система, охватывающая всю территорию города. Особенности:
- Маршрутная сеть спроектирована так, что с любой окраины можно добраться до центра без пересадок.
- Все автобусы оснащены маршрутоуказателями, схемами движения и правилами пользования транспортом.

Отсутствуют метрополитен, трамваи и троллейбусы.

### Аренда транспорта
В городе доступна услуга аренды легковых автомобилей без водителя.

### Автобусная система
Начала работу в 1958 году. Основные маршруты связывают жилые районы, промышленные зоны и социальные объекты.